# San Giovanni (Portoferraio)
San Giovanni è una frazione del comune italiano di Portoferraio, nella provincia di Livorno, in Toscana.

## Geografia fisica
La frazione di San Giovanni si sviluppa nella piana situata poco ad est del centro elbano di Portoferraio, dal quale è divisa dal fosso della Madonnina, ed è delimitata a sud dalle alture di Colle Reciso, Colle Carene, il Monte Càfferi e il Monte Orello. Il borgo si affaccia a nord sulla rada di San Giovanni, che inizia dall'occidentale Punta della Rena, che lo divide da Portoferraio, e termina ad est presso la Punta delle Grotte.

## Storia
Il territorio del piano di San Giovanni è stato frequentato sin dall'età antica, grazie all'estrazione e alla lavorazione dei metalli già in epoca etrusca. La presenza di aree di lavorazione siderurgica, di fattorie agricole, ville romane ha permesso il ritrovamento di numerosi reperti di notevole interesse archeologico.
Durante il Medioevo, la piana era nota soprattutto per la presenza delle saline, importante risorsa economica del territorio ed è probabile che in questa zona, in posizione dominante su una delle alture circostanti (si ipotizza il Colle di Santa Lucia), sorgesse anche l'antico borgo scomparso di Montemarsale, il cui toponimo è ricollegabile a marsa, arcaico termine che designava un «luogo acquitrinoso» identificabile proprio con il piano di San Giovanni e le sue saline. In epoca moderna, il granduca Cosimo I de' Medici fece qui costruire la propria dimora residenziale che raggiungeva per controllare lo stato di avanzamento delle fortificazioni di Portoferraio nel 1548: tale località porta infatti ancora oggi il nome di Casa del Duca. Tra il 1799 e il 1801, la località Le Grotte fu invece utilizzata come luogo strategico per posizionare le batterie di artiglieria negli scontri tra Francia e Regno di Napoli.

## Monumenti e luoghi d'interesse

### Architetture religiose
Al centro del paese è situata la chiesa della Madonna del Soccorso, più comunemente nota con il titolo di San Giovanni, inserita nel territorio parrocchiale di San Giuseppe a Portoferraio. La costruzione di questo edificio di culto ebbe inizio nel 1642 per volere degli stessi abitanti della piana in ricordo della liberazione di Portoferraio dall'assedio dei pirati arabi, e terminò nel 1648. Dal 1797 rientra nelle proprietà della Confraternita della Misericordia, poi riconfermata definitivamente alla stessa nel 1867 con delibera del consiglio comunale. Di semplice e spoglia fattura, la chiesa è a pianta rettangolare ed è realizzata in pietra locale e calce, con una piccola sacrestia posizionata sul retro. Il porticato sulla facciata fu demolito alla fine del XVIII secolo per permettere l'ampliamento della sede stradale.
Sul colle di Santa Lucia, che domina la piana di San Giovanni a sud, è situata la chiesetta di Santa Lucia, della quale si trova menzione a partire dagli inizi del XVII secolo. Di fianco all'edificio di culto sono situati i resti dell'annesso eremo, abbandonato dopo il 1776 in seguito ad un decreto del granduca Leopoldo I. Si ipotizza che la chiesa sorga sui resti dello scomparso borgo di Montemarsale, ricordato nella toponomastica medievale.

### Siti archeologici
Il territorio di San Giovanni, frequentato sin dal periodo etrusco, ha permesso il ritrovamento di numerosi reperti delle epoche antiche, riportati alla luce grazie a varie campagne di scavi. Nel 1872 fu scoperta la necropoli di Casa del Duca, composta da un totale di quattro sepolture, che venne studiata dagli archeologi Gaetano Chierici e Pio Mantovani, i quali datarono il suo utilizzo a partire dalla fine del V secolo a.C. sino alla fine del II secolo a.C.. In località Le Grotte è stata scavata tra il 1960 e il 1972 un'importante villa romana, datata al I secolo a.C. e unica tra le tre ville romane dell'otium di Portoferraio a non aver subito sovrapposizioni edilizie nel corso della propria storia.
Infine, una campagna di scavi effettuata nel 2012 ha individuato presso San Giovanni una «protovilla» dotata di porticciolo, punto di passaggio tra la fine dell'industria metallurgica etrusco-romana e la costruzione della villa delle Grotte. L'area infatti, con la fine delle attività di estrazione, venne trasformata intorno al 100 a.C. in zona a carattere agricolo, con la costruzione della sopracitata «fattoria» con tanto di spazio adibito a cantina per la fermentazione del vino. Abbandonata a causa di un incendio nel I secolo d.C., i reperti qui rinvenuti sono da considerarsi di alto valore archeologico: vi si trovano importanti testimonianze circa il livello di sapere enologico raggiunto in epoca romana sulla produzione del vino; inoltre, da alcuni marchi sui doli è possibile risalire al nome dei proprietari della fattoria e della villa delle Grotte, Marco Valerio Messalla e successivamente Aurelio Cotta Massimo Messalino; mentre altri bolli, caratterizzati dall'immagine di un delfino sui doli e su alcune tegole, hanno permesso di scoprire anche il nome del produttore del vino, uno schiavo di nome Hermia e di proprietà di Marco Valerio.

### Aree naturali
Dove anticamente sorgevano le saline di San Giovanni, lungo la costa tra il centro della frazione e la città di Portoferraio, si trovano oggi le terme di San Giovanni, un'area vasta 5 ettari di fanghi marini, ricchi di iodio e di zolfo, che vengono utilizzati a fini terapeutici.

## Geografia antropica
La frazione è composta da un centro abitato principale, quello di San Giovanni (2 m s.l.m., 695 abitanti), intorno al quale vertono varie località sparse nella piana. Il centro di San Giovanni lo si può dividere in tre nuclei differenti: la zona delle terme e dei campi sportivi; la zona balneare, che si affaccia sul mare ed è dotata di spiagge, lungomare e di un sistema di più porticcioli; e la zona centrale più interna nella piana. Tra le località dipendenti da San Giovanni le più importanti sono Casa del Duca (30 m, 76 ab.), Le Foci (15 m, 185 ab.), Bucine, Le Grotte e Picchiaie.

## Sport
A San Giovanni sono situati gli impianti sportivi di Portoferraio. Oltre ai campi da tennis, è qui situato il campo sportivo «Andrea Scagliotti», sede della società di rugby a 15 Elba Rugby.